# Vojislav Koštunica
Vojislav Koštunica (in serbo Војислав Коштуница?; Belgrado, 24 marzo 1944) è un politico serbo.

## Biografia
Laureato in giurisprudenza all'Università di Belgrado, ottenne un dottorato alla Facoltà di Legge della capitale, ma perse l'impiego a seguito delle sue dure critiche nei confronti del governo comunista di Tito. Nel 1989 fu uno dei fondatori del Partito Democratico. Uscito dal partito per contrasti con gli altri esponenti, fondò il nuovo Partito Democratico di Serbia (DSS), che presiede tuttora.
Come politico, viene spesso definito nazionalista moderato con tendenze populiste, privo di legami con la Lega dei comunisti serbi (dalla quale ebbe origine il Partito Socialista Serbo di Milošević). Godeva dell'appoggio sia dell'elettorato democratico che di quello nazionalista e per questo venne scelto come antagonista di Milošević a capo dell'Opposizione Democratica di Serbia (DOS) alle elezioni presidenziali anticipate del settembre 2000.

## Vita politica

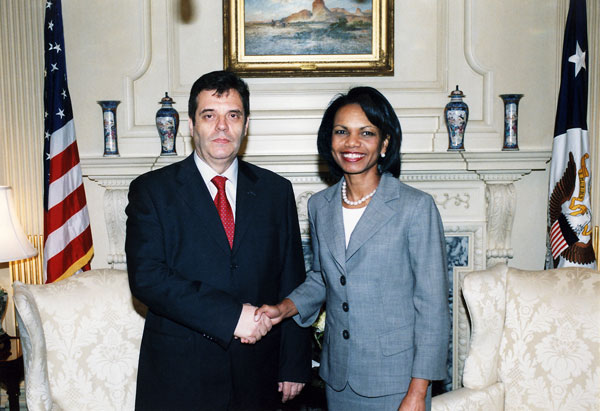
Incontro bilaterale del giugno 2006 col Segretario di stato USA Condoleezza Rice

Dopo le turbolente settimane che seguirono il voto, nell'ottobre del 2000 Koštunica venne dichiarato presidente della Repubblica Federale di Jugoslavia, incarico che mantenne fino al 2003, quando l'assetto istituzionale del Paese venne modificato e la Federazione prese il nome di Serbia e Montenegro.
Nel corso del suo mandato, Koštunica si oppose all'estradizione del suo predecessore Slobodan Milošević, e si scontrò con il Tribunale Internazionale dell'Aja più volte. Si è inoltre rifiutato di rimuovere dal suo ruolo il comandante della polizia nominato da Milošević, Rade Marković.
A seguito delle elezioni parlamentari del dicembre 2003, nelle quali il suo Partito Democratico di Serbia emerse come il primo partito (dopo il Partito Radicale Serbo, formazione ultra-nazionalista), Koštunica venne nominato primo ministro nel marzo 2004 a capo di un governo di minoranza con l'appoggio esterno del Partito Socialista di Serbia, il partito che fu di Milosević.
Il governo di minoranza di Vojislav Koštunica si è retto su una fragile coalizione di partiti e si trovava a coabitare con il presidente della Repubblica Boris Tadić, il cui DS si trovava all'opposizione. Tadić si era tuttavia mostrato tollerante nei confronti del governo.
Pur guidando il terzo partito per numero di preferenze emerso nelle elezioni del 21 gennaio 2007, Koštunica è stato confermato (14 maggio) primo ministro, a capo di una nuova coalizione che comprendeva anche il Partito Democratico oltre ai liberali di G17 Plus. Dopo le elezioni politiche del 2008, è stato sostituito da Mirko Cvetković, proposto dalla nuova coalizione europeista di cui Koštunica non faceva parte.

## Famiglia
Koštunica vive con sua moglie e fedele avvocato, Zorica Radović. Si è opposto alla dichiarazione d'indipendenza del Kosovo del 17 febbraio 2008.